# Lamar County (Texas)
Das Lamar County ist ein County im Bundesstaat Texas der Vereinigten Staaten. Das U.S. Census Bureau hat bei der Volkszählung 2020 eine Einwohnerzahl von 50.088 ermittelt. Der Sitz der County-Verwaltung (County Seat) befindet sich in Paris.

## Geographie
Das County liegt im Nordosten von Texas, grenzt im Norden an Oklahoma und ist im Osten etwa 80 km von Arkansas, im Südosten etwa 120 km von Louisiana entfernt. Es hat eine Fläche von 2415 Quadratkilometern, wovon 41 Quadratkilometer Wasserfläche sind. Es grenzt im Uhrzeigersinn an folgende Countys: Red River County, Delta County, Fannin County und in Oklahoma an die Bryan County und Choctaw County.

## Geschichte
Lamar County wurde 1840 aus Teilen des Red River County gebildet. Benannt wurde es nach Mirabeau B. Lamar, dem dritten Präsidenten der Republik Texas.
40 Bauwerke und Stätten im County sind im National Register of Historic Places („Nationales Verzeichnis historischer Orte“; NRHP) eingetragen (Stand 26. November 2021).

## Demografische Daten

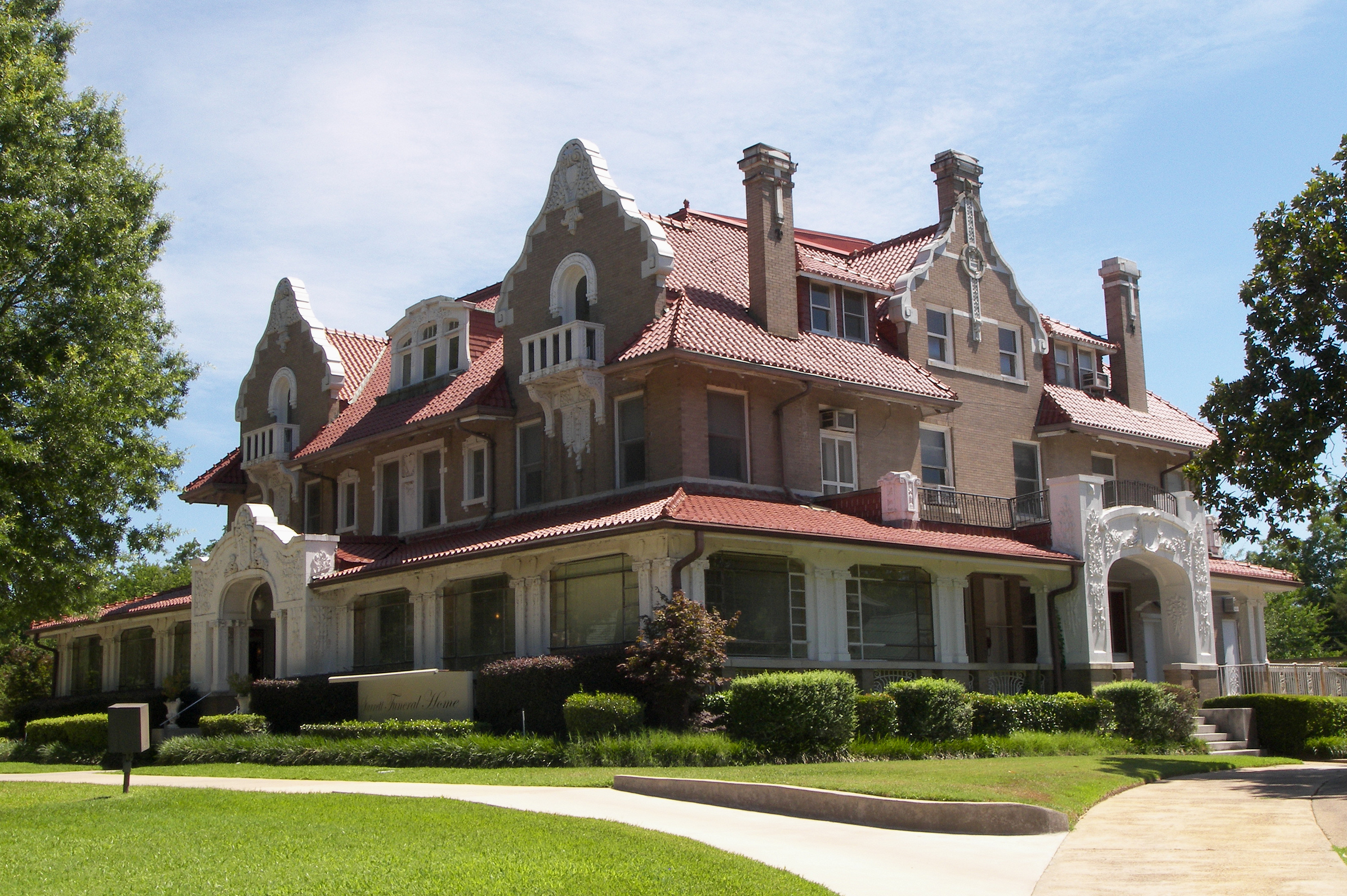
Das Scott Mansion, gelistet im NRHP

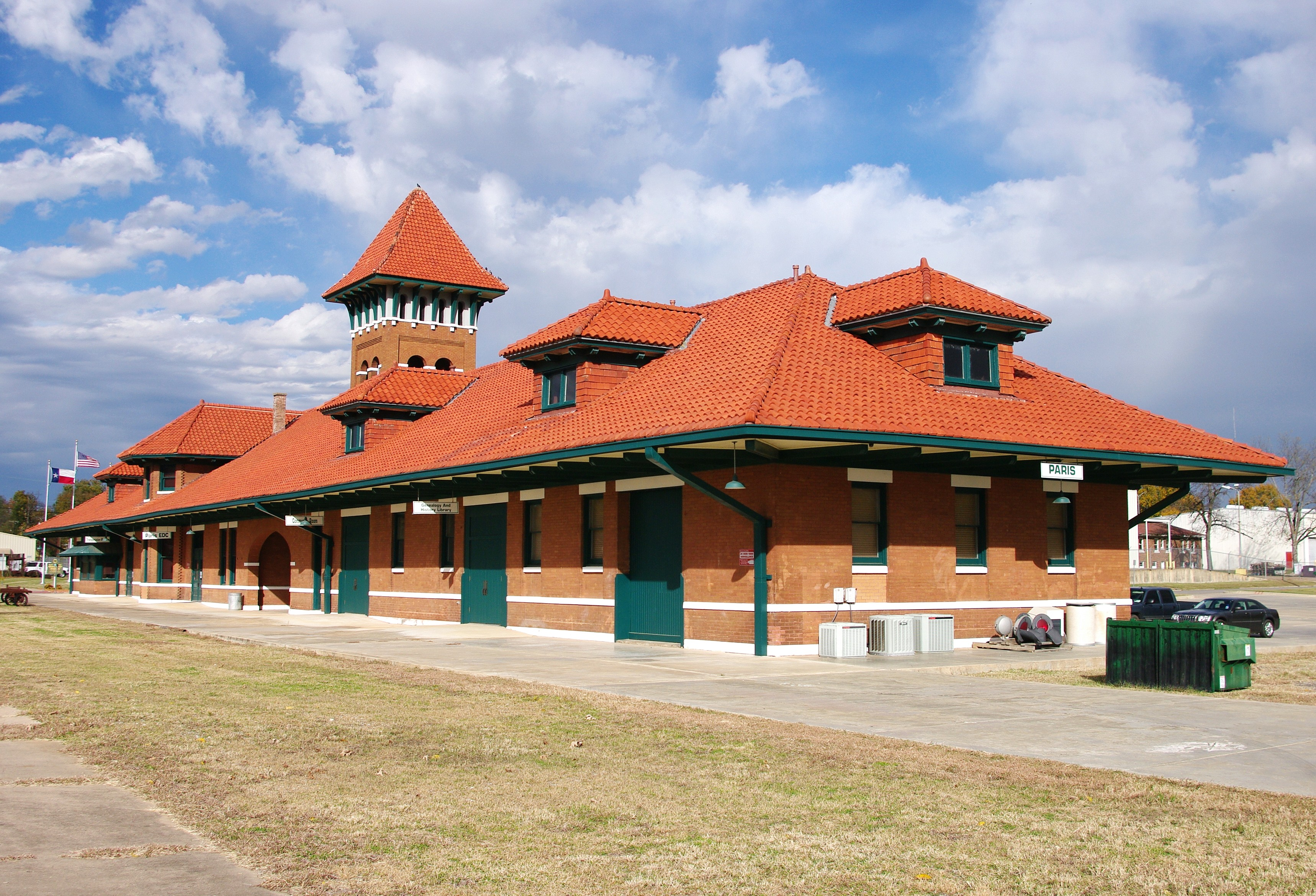
Die Texas Union Station, gelistet im NRHP

Nach der Volkszählung im Jahr 2000 lebten im Lamar County 48.499 Menschen in 19.077 Haushalten und 13.468 Familien. Die Bevölkerungsdichte betrug 20 Einwohner pro Quadratkilometer. Ethnisch betrachtet setzte sich die Bevölkerung zusammen aus 82,46 Prozent Weißen, 13,47 Prozent Afroamerikanern, 1,08 Prozent amerikanischen Ureinwohnern, 0,40 Prozent Asiaten, 0,02 Prozent Bewohnern aus dem pazifischen Inselraum und 1,17 Prozent aus anderen ethnischen Gruppen; 1,41 Prozent stammten von zwei oder mehr Ethnien ab. 3,33 Prozent der Einwohner waren spanischer oder lateinamerikanischer Abstammung.
Von den 19.077 Haushalten hatten 32,3 Prozent Kinder oder Jugendliche, die mit ihnen zusammen lebten. 54,0 Prozent waren verheiratete, zusammenlebende Paare 13,2 Prozent waren allein erziehende Mütter und 29,4 Prozent waren keine Familien. 26,1 Prozent waren Singlehaushalte und in 12,3 Prozent lebten Menschen im Alter von 65 Jahren oder darüber. Die durchschnittliche Haushaltsgröße betrug 2,48 und die durchschnittliche Familiengröße betrug 2,99 Personen.
26,1 Prozent der Bevölkerung war unter 18 Jahre alt, 8,6 Prozent zwischen 18 und 24, 26,8 Prozent zwischen 25 und 44, 22,9 Prozent zwischen 45 und 64 und 15,6 Prozent waren 65 Jahre alt oder älter. Das Medianalter betrug 37 Jahre. Auf 100 weibliche Personen kamen 91,3 männliche Personen und auf 100 Frauen im Alter von 18 Jahren oder darüber kamen 86,8 Männer.
Das jährliche Durchschnittseinkommen eines Haushalts betrug 31.609 USD, das Durchschnittseinkommen einer Familie betrug 38.359 USD. Männer hatten ein Durchschnittseinkommen von 30.539 USD, Frauen 21.095 USD. Das Prokopfeinkommen betrug 17.000 USD. 12,8 Prozent der Familien und 16,4 Prozent der Einwohner lebten unterhalb der Armutsgrenze.

## Orte
- Adams
- Ambia
- Arthur City
- Atlas
- Belk
- Biardstown
- Blossom
- Broadway
- Broadway Junction
- Brookston
- Bunker Hill
- Caviness
- Chicota
- Clardy
- Cunningham
- Deport
- Direct
- Emberson
- Faught
- Faulkner
- Forest Chapel
- Garretts Bluff
- Georgia
- Givens
- Globe
- Glory
- Harmon
- High
- Howland
- Jennings
- Marvin
- Maxey
- Medill
- Midcity
- Milton
- Minter
- Noble
- Novice
- Paris
- Pattonville
- Petty
- Powderly
- Ragtown
- Razor
- Reno
- Roxton
- Slate Shoals
- Sumner
- Sun Valley
- Sylvan
- Taylor Town
- Tigertown
- Toco
- Unity